# Modrzejowice (gromada)
Modrzejowice – dawna gromada, czyli najmniejsza jednostka podziału terytorialnego Polskiej Rzeczypospolitej Ludowej w latach 1954–1972.
Gromady, z gromadzkimi radami narodowymi (GRN) jako organami władzy najniższego stopnia na wsi, funkcjonowały od reformy reorganizującej administrację wiejską przeprowadzonej jesienią 1954 do momentu ich zniesienia z dniem 1 stycznia 1973, tym samym wypierając organizację gminną w latach 1954–1972.
Gromadę Modrzejowice siedzibą GRN w Modrzejowicach utworzono – jako jedną z 8759 gromad na obszarze Polski – w powiecie radomskim w woj. kieleckim, na mocy uchwały nr 13i/54 WRN w Kielcach z dnia 29 września 1954. W skład jednostki weszły obszary dotychczasowych gromad Modrzejowice, Podsuliszka i Wilczna ze zniesionej gminy Zalesice oraz Zalesie ze zniesionej gminy Skaryszew w tymże powiecie. Dla gromady ustalono 11 członków gromadzkiej rady narodowej.
31 grudnia 1961 do gromady Modrzejowice przyłączono wieś Bujak ze znoszonej gromady Alojzów w powiecie iłżeckim w tymże województwie.
1 stycznia 1969 do gromady Modrzejowice przyłączono obszar zniesionej gromady Dzierzkówek.
Gromada przetrwała do końca 1972 roku, czyli do kolejnej reformy gminnej.